# Macaulay2
Macaulay2 és un Sistema algebraic computacional de lliure pensat per la recerca en Geometria algebraica i l'Àlgebra commutativa. Macaulay2 apareix com a reescriptura del codi del programa Macaulay feta per Mike Stillman i Dan Grayson. Macaulay2 fa servir el seu propi llenguatge d'alt nivell, basat en el llenguatge que es fa servir en el seu camp. En el desenvolupament col·laboren diverses persones escrivint paquets que estenen les funcionalitats del programa. Per treballar-hi es pot fer des d'una consola de sistema o des d'entorns com l'Emacs o el TexMacs.
Al tractar-se d'un software orientat cap a l'àlgebra, Macaulay2 inclou algoritmes per calcular per exemple les bases de Gröbner o els nombres de Betti, entre molts altres. Una altra de les seves característiques és que permet treballar sobre diversos tipus d'anells i mòduls.
Porta el seu nom en honor del matemàtic britànic Francis Sowerby Macaulay (1862-1937).